# لوميكوي
لوميكوي 3 هو اسم موقع أثري في كينيا حيث اكتشفت أدوات حجرية قديمة يعود تاريخها إلى 3.3 مليون سنة، مما يجعلها الأقدم على الإطلاق.

## اكتشاف

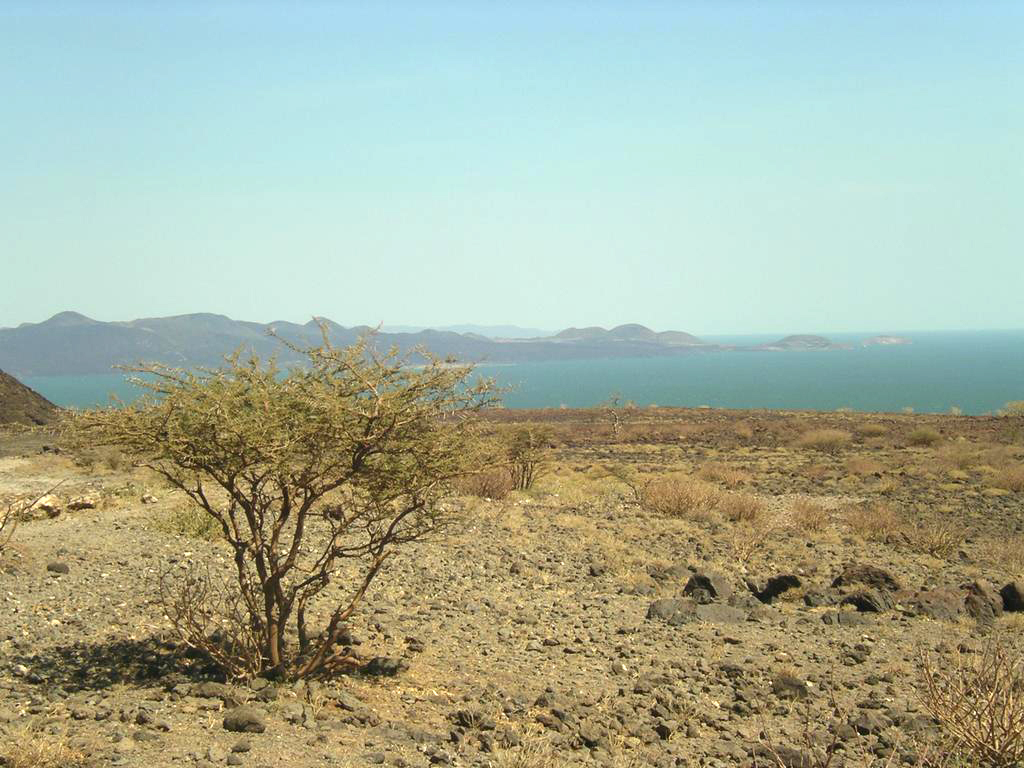
Lake turkana

في يوليو 2011، كان فريق من علماء الآثار بقيادة سونيا هارمان ‏ وجيسون لويس من جامعة ستوني بروك، الولايات المتحدة، متوجهين إلى موقع بالقرب من بحيرة توركانا في كينيا بالقرب من المكان الذي عُثر فيه سابقًا على أحافير كينيانثروبوس بلاتوبس. اتخذت المجموعة منعطفًا خاطئًا في الطريق وانتهى بها الأمر في منطقة لم تُستكشف سابقًا وقررت إجراء بعض المسح. وسرعان ما عثروا على بعض القطع الأثرية الحجرية في الموقع، وأطلقوا عليها اسم لوميكوي 3. بعد عام عادوا إلى الموقع لإجراء أعمال تنقيب كاملة. قدمت هارماند النتائج التي توصلت إليها في الاجتماع السنوي لجمعية علم الإنسان القديم في 14 أبريل 2015 ونشرت الإعلان الكامل والنتائج على غلاف مجلة نيتشر في 21 مايو 2015.

## الآثار
استخرج حوالي 20 قطعة أثرية محفوظة جيدًا في لوميكوي 3 وتتضمن السندان والنوى والرقائق. عُثر على 130 قطعة أثرية إضافية على السطح. في إحدى الحالات، تمكن فريق هارماند من مطابقة القشرة بجوهرها، مما يشير إلى أن أحد أشباه البشر قد صنع الأداة وتخلص منها في الموقع. وكانت الأدوات عموما كبيرة جدا - أكبر من أقدم الأدوات الحجرية المعروفة، عثرت في منطقة جونا من منطقة عفار في إثيوبيا، في عام 1992. يزن أكبرها 15 كجم، وربما تم استخدامه كسندان. وفقًا لهارماند، يبدو أن صانعي الأدوات قد اختاروا عن قصد كتلًا كبيرة وثقيلة من الحجر القوي، متجاهلين الكتل الأصغر من نفس المادة الموجودة في المنطقة. واستبعدت احتمال أن تكون الأدوات عبارة عن تشكيلات صخرية طبيعية، قائلة: «من الواضح أن القطع الأثرية كانت مشذبة وليست نتيجة لكسر عرضي في الصخور». اقترح التحليل أن النوى قد تم تدويرها أثناء إزالة الرقائق. الغرض من الأدوات الموجودة في لوميكوي 3 غير واضح، لأن عظام الحيوانات الموجودة في الموقع لا تحمل أي علامة على نشاط أشباه البشر. هذا هو أعظم تعبير عن العصر النيوجيني المتأخر في تاريخ التطور البشري.
استنادًا إلى الموقع الطبقي للقطع الأثرية المدفونة (في الرواسب غير المضطربة) بالنسبة لطبقتين من الرماد البركاني والانعكاسات المغناطيسية المعروفة، أرّخت هارماند وفريقها الأدوات قبل 3.3 مليون سنة. تمثل الاكتشافات في لوميكوي أقدم الأدوات الحجرية التي اكتشفت على الإطلاق، والتي سبقت أدوات غونا بنحو 700000 عام.

## تطور الإنسان
يسبق التاريخ جنس البشراني بمقدار 500000 عام، مما يشير إلى أن هذه الأداة قد صُنعت بواسطة قرد جنوبي أو أناسي كينيا (الذي عُثر عليه بالقرب من لوميكوي 3). في السابق، اقترحت أدلة على استخدام القرد الجنوبي للأدوات الحجرية على أساس علامات على عظام الحيوانات، ولكن هذه النتائج كانت محل نقاش ساخن، مع عدم وجود إجماع علمي على أي من جانبي النقاش.
قالت هارماند إن القطع الأثرية لوميكوي 3 لا تتناسب مع تقليد صنع أدوات الأولدوانية ويجب اعتبارها جزءًا من تقليد متميز، والذي أطلقت عليه اسم لوميكوي. لقد افترض بأن صناعة الأدوات قد تكون قد ساعدت في تطور الإنسان إلى جنس متميز. ومع ذلك، فمن غير الواضح ما إذا كانت أدوات لوميكوي مرتبطة بتلك التي تصنعها أنواع البشرانية- فمن الممكن أن تكون التكنولوجيا قد نسيت وأعيد اكتشافها لاحقًا.
الباحثون المستقلون الذين شاهدوا الأدوات يدعمون بشكل عام استنتاجات هارماند. وقالت عالمة الأنثروبولوجيا بجامعة جورج واشنطن، أليسون بروكس، إن الأدوات «لا يمكن أن تكون من صنع القوى الطبيعية ... الأدلة التي يرجع تاريخها قوية إلى حد ما». قال ريك بوتس، رئيس برنامج الأصول البشرية في معهد سميثسونيان، إن الأدوات تمثل أسلوبًا أكثر بدائية من الأدوات المعروفة من صنع الإنسان، ولكنها تمثل شيئًا أكثر تعقيدًا مما تفعله الشمبانزي الحديث. وأشار إلى أن صناعة الأدوات «لا شك في أنها هادفة». أيد عالم الأنثروبولوجيا القديمة زيريسيناي أليمسيجيد، الذي كان مسؤولاً عن البحث السابق الذي يشير إلى أن أسترالوبيثكس صنع أدوات، دعم أيضًا استنتاجات هارماند.

## روابط خارجية
- مستودع جامعة كوليدج لندن - سبور، إف ؛ ليكي، لام ؛ ليكي، م ؛ (2002) دراسة مقارنة لأحفوريات أشباه البشر البليوسينية من لوميكوي، غرب بحيرة توركانا (كينيا). في: المجلة الأمريكية للأنثروبولوجيا الفيزيائية (النص الكامل غير متوفر من مستودع UCL)
- ربما تم استخدام الأدوات الحجرية قبل ظهور جنسنا على الساحة، واشنطن بوست
- قائمة الأدوات الحجرية ونموذجها ثلاثي الأبعاد